# خانه کیو

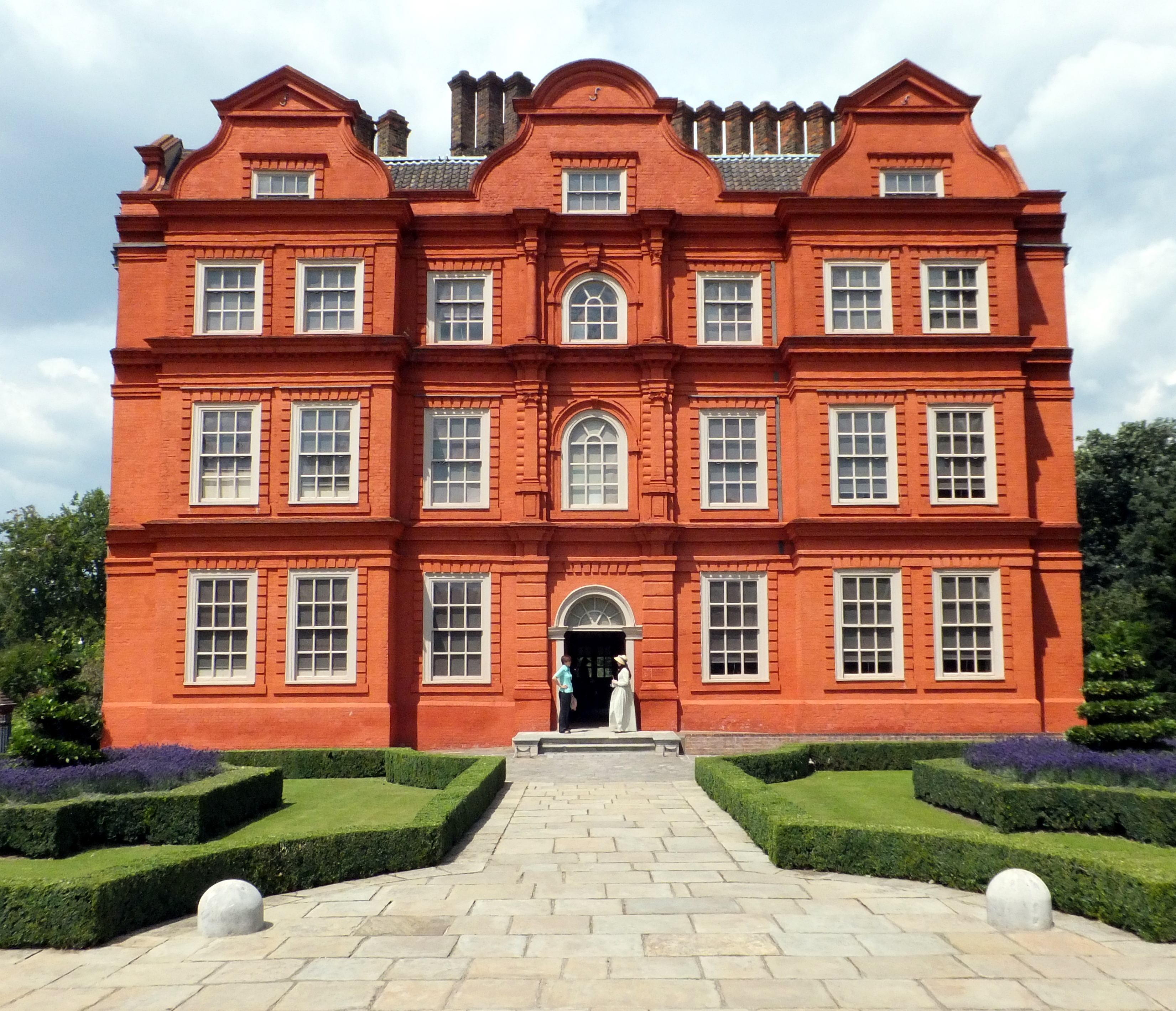
کاخ کیو

کاخ کیو، کاخ سلطنتی در باغ کیو در باختر رودخانه تایمز لندن واقع شده‌است. در این باغ سه کاخ موجود می‌باشد. مراقبت از این کاخ با بازدید عمومی توسط مؤسسه خیریه مستقل تاریخی کاخ سلطنتی بدون دریافت هیچ کمک مالی از دولت یا دستگاه پادشاه اداره می‌گردد.

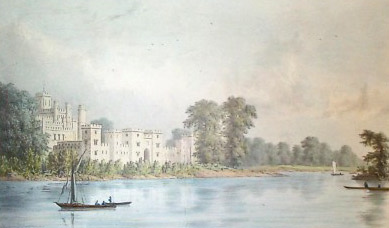
یک طراحی جدید Kew کاخ توسط ویلیام Westall, 1823.

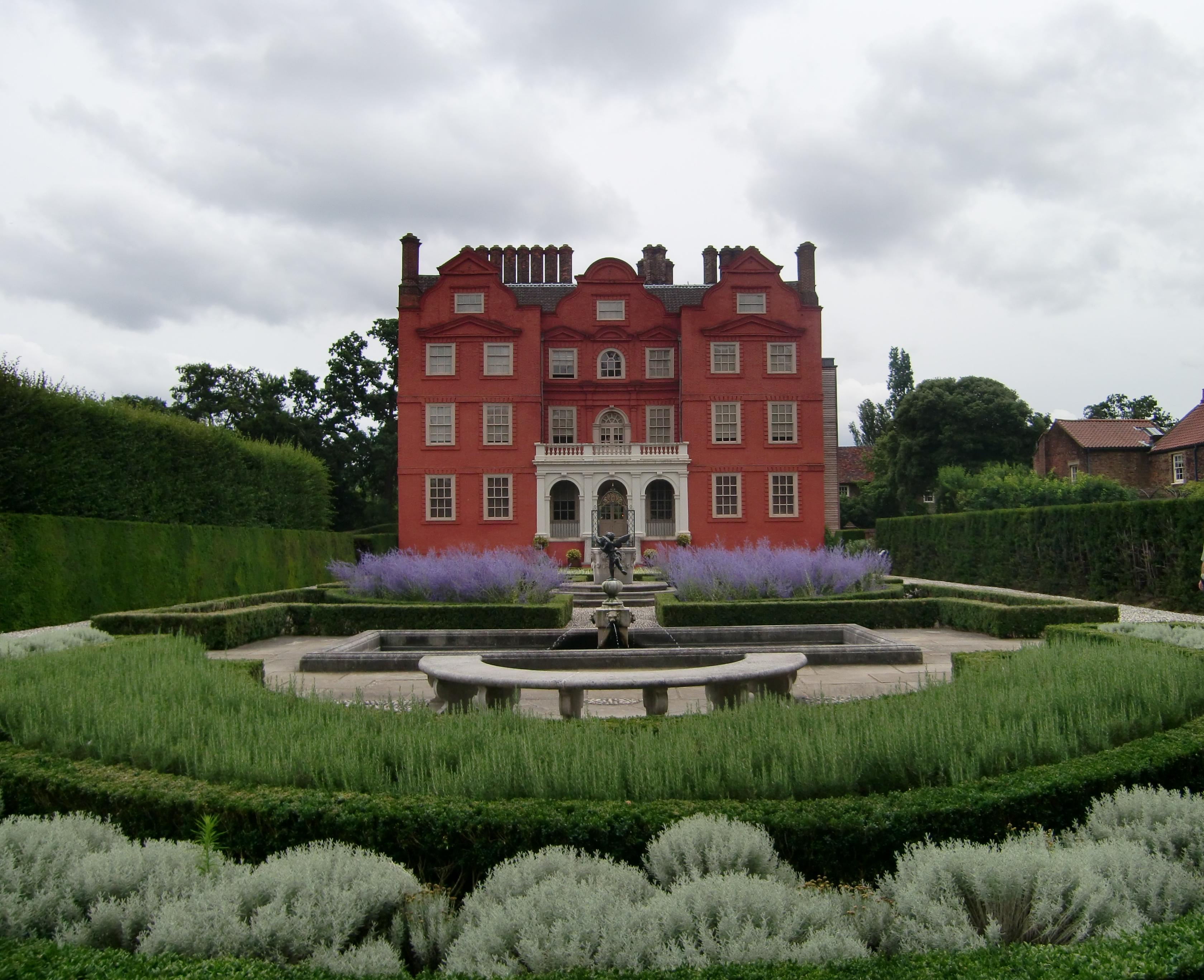
دید عقب از Kew کاخ از آن باغ

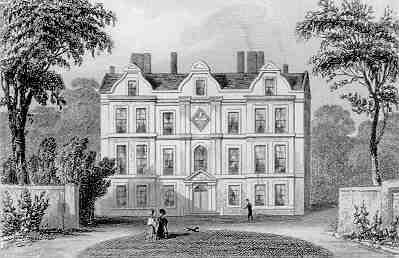
ساختمان در حال حاضر شناخته شده به عنوان Kew کاخ در سال ۱۷۳۵ در اصل شناخته شده به عنوان "Dutch House" به دلیل هلندی شیروانی.